# Sunna Gestsdóttir
Sunna Gestsdóttir, född 27 juni 1976, är en isländsk friidrottare som tävlade på nationell elitnivå.
Gestsdóttir var en friidrottens allkonstnär och vann isländska mästerskap i flera olika grenar som sällan utövas av samma personer. Sina främsta resultat uppnådde hon dock på kortdistanslöpning och i längdhopp.

## Personliga rekord
| Gren              | Resultat | Datum           | Plats         | Kommentar                 |
| ----------------- | -------- | --------------- | ------------- | ------------------------- |
| 60 meter          | 7,80     | 8 juni 2002     | Lillehammer   | Tidigare isländskt rekord |
| 100 meter         | 11.63    | 24 juli 2004    | Reykjavik     | Tidigare isländskt rekord |
| 200 meter         | 23,90    | 7 augusti 2004  | Hafnarfjörður |                           |
| 300 meter         | 38,72    | 8 maj 2004      | Kópavogur     | Tidigare isländskt rekord |
| 400 meter         | 56,66    | 24 juli 2005    | Egilsstadir   |                           |
| 800 meter         | 2.27,72  | 11 juli 1993    | Hasselt       |                           |
| 100 meter häck    | 14,44    | 1 juli 1995     | Reykjavik     |                           |
| 400 meter häck    | 64,64    | 26 augusti 1994 | Reykjavik     |                           |
| Längdhopp         | 6,30     | 7 juni 2003     | Il-Marsa      | Tidigare isländskt rekord |
| Höjdhopp          | 1,57     | 1 juli 1995     | Reykjavik     |                           |
| Tresteg           | 11,92    | 8 augusti 2003  | Reykjavik     |                           |
| Kulstötning       | 11,51    | 31 maj 1997     | Aten          |                           |
| Diskus            | 29,59    | 26 augusti 2006 | Sauðárkrókur  |                           |
| Spjut             | 31,62    | 25 augusti 2006 | Sauðárkrókur  |                           |
| Slägga            | 28,49    | 26 augusti 2006 | Sauðárkrókur  |                           |
| Sjukamp           | 5151     | 2 juli 1995     | Reykjavik     |                           |
| 60 meter inomhus  | 7,67     | 7 februari 2004 | Malmö         |                           |
| 200 meter inomhus | 24,64    | 8 februari 2004 | Malmö         |                           |
| Längdhopp inomhus | 6,28     | 8 februari 2003 | Kópavogur     | Tidigare isländskt rekord |

### Fotnoter
1. ↑  IAAF anger 6,03, men isländska förbundet anger 6,28: isländska inomhusrekord för damer Arkiverad 17 mars 2010 hämtat från the Wayback Machine.